# Atletisme als Jocs Olímpics d'estiu de 2012 – Triple salt femení
La prova del triple salt femení dels Jocs Olímpics de Londres del 2012 es va disputar entre el 3 i el 5 d'agost a l'Estadi Olímpic de Londres.

## Rècords
Abans de la prova els rècords del món i olímpic existents eren els següents:
| Rècord del món | Inessa Kravets (UKR)         | 15m 50cm | Göteborg, Suècia | 10 d'agost de 1995 |
| Rècord olímpic | Françoise Mbango Etone (CMR) | 15m 38cm | Pequín, Xina     | 17 d'agost de 2008 |

## Horaris
Tots els horaris són segons l'horari britànic (UTC+1)
| Data                         | Hora  | Ronda          |
| ---------------------------- | ----- | -------------- |
| Divendres, 3 d'agost de 2012 | 10:25 | Qualificacions |
| Diumenge, 5 d'agost de 2012  | 19:35 | Final          |

## Medallistes
| Or                  | Plata                   | Bronze               |
| Olga Rypakova (KAZ) | Caterine Ibargüen (COL) | Olha Saladukha (UKR) |

## Resultats

### Qualificació
Es demana 14m 40cm (Q) per passar a la final o bé els 12 millors saltadors (q).
| Posició | Grup | Atleta                        | #1    | #2    | #3    | Resultat | Notes |
| ------- | ---- | ----------------------------- | ----- | ----- | ----- | -------- | ----- |
| 1       | B    | Olga Rypakova (KAZ)           | X     | 13.99 | 14.79 | 14.79    | Q     |
| 2       | A    | Kimberly Williams (JAM)       | 14.53 | –     | –     | 14.53    | Q, PB |
| 3       | A    | Yamilé Aldama (GBR)           | 14.45 | –     | –     | 14.45    | Q     |
| 4       | B    | Caterine Ibargüen (COL)       | 14.24 | 14.42 | –     | 14.42    | Q     |
| 5       | A    | Olha Saladukha (UKR)          | 14.26 | 14.35 | X     | 14.35    | q     |
| 6       | B    | Hanna Knyazyeva (UKR)         | 14.33 | X     | X     | 14.33    | q     |
| 7       | B    | Trecia-Kaye Smith (JAM)       | X     | 14.31 | X     | 14.31    | q, SB |
| 8       | A    | Tatiana Lébedeva (RUS)        | 14.17 | 14.30 | –     | 14.30    | q     |
| 9       | B    | Yargeris Savigne (CUB)        | 14.22 | 14.28 | 14.02 | 14.28    | q     |
| 10      | A    | Dana Velďáková (SVK)          | X     | 14.22 | 13.84 | 14.22    | q     |
| 11      | A    | Victoria Valyukevich (RUS)    | 14.09 | 14.19 | 13.86 | 14.19    | q     |
| 12      | A    | Marija Šestak (SVN)           | X     | 14.16 | 14.12 | 14.16    | q     |
| 13      | B    | Patrícia Mamona (POR)         | 14.11 | 13.97 | 13.96 | 14.11    |       |
| 14      | B    | Ayanna Alexander (TRI)        | 13.98 | 13.92 | 14.09 | 14.09    |       |
| 15      | A    | Hanna Demydova (UKR)          | 13.97 | 13.60 | X     | 13.97    |       |
| 15      | B    | Dailenys Alcántara (CUB)      | 13.97 | X     | X     | 13.97    |       |
| 17      | B    | Veronika Mosina (RUS)         | 13.72 | 13.56 | 13.96 | 13.96    |       |
| 18      | B    | Simona La Mantia (ITA)        | 13.77 | 13.92 | 13.73 | 13.92    |       |
| 19      | A    | Josleidy Ribalta (CUB)        | 13.71 | 13.12 | 13.88 | 13.88    |       |
| 20      | B    | Keila Costa (BRA)             | X     | 13.69 | 13.84 | 13.84    |       |
| 20      | B    | Svetlana Bolshakova (BEL)     | 13.84 | 13.42 | 13.45 | 13.84    |       |
| 22      | B    | Mayookha Johny (IND)          | 13.77 | 13.68 | 13.62 | 13.77    |       |
| 23      | B    | Xie Limei (CHN)               | 13.63 | X     | 13.69 | 13.69    |       |
| 24      | A    | Niki Panetta (GRE)            | X     | 13.66 | 13.63 | 13.66    |       |
| 25      | B    | Biljana Topić (SRB)           | X     | X     | 13.66 | 13.66    |       |
| 26      | B    | Patricia Sarrapio (ESP)       | X     | 13.64 | X     | 13.64    |       |
| 27      | A    | Amanda Smock (USA)            | X     | 13.43 | 13.61 | 13.61    |       |
| 28      | A    | Aleksandra Kotlyarova (UZB)   | 13.33 | X     | 13.55 | 13.55    |       |
| 29      | B    | Anastasiya Juraleva (UZB)     | 13.54 | X     | X     | 13.54    |       |
| 30      | A    | Li Yanmei (CHN)               | 13.43 | 12.78 | 13.15 | 13.43    |       |
| 31      | A    | Irina Litvinenko Ektova (KAZ) | 13.39 | X     | X     | 13.39    |       |
| 32      | A    | Andriana Banova (BUL)         | X     | 12.88 | 13.33 | 13.33    |       |
| 33      | B    | Athanasia Perra (GRE)         | X     | X     | 11.93 | 11.93    |       |
| –       | A    | Cristina Bujin (ROM)          | X     | X     | X     | NM       |       |
| –       | A    | Kseniya Dziatsuk (BLR)        | X     | X     | X     | NM       |       |

PB - Millor marca / SB - Millor marca de l'any / NM - sense marca

### Final
| Posició | Nom                        | #1    | #2    | #3    | #4    | #5    | #6    | Resultat | Notes |
| ------- | -------------------------- | ----- | ----- | ----- | ----- | ----- | ----- | -------- | ----- |
| Or      | Olga Rypakova (KAZ)        | 14.54 | X     | 14.98 | X     | 14.89 | 14.40 | 14.98    |       |
| Argent  | Caterine Ibargüen (COL)    | 14.45 | 13.99 | 14.67 | 14.37 | 14.35 | 14.80 | 14.80    |       |
| Bronze  | Olha Saladukha (UKR)       | 13.92 | 14.48 | X     | 14.53 | 14.51 | 14.79 | 14.79    |       |
| 4       | Hanna Knyazyeva (UKR)      | X     | 14.56 | 14.16 | 14.14 | 14.16 | X     | 14.56    |       |
| 5       | Yamilé Aldama (GBR)        | 14.10 | 14.09 | 14.39 | 14.32 | 14.43 | 14.48 | 14.48    |       |
| 6       | Kimberly Williams (JAM)    | 14.35 | X     | 14.48 | 14.19 | X     | 14.20 | 14.48    |       |
| 7       | Trecia-Kaye Smith (JAM)    | X     | X     | 14.35 | 14.34 | 13.74 | X     | 14.35    |       |
| 8       | Victoria Valyukevich (RUS) | 14.24 | 13.75 | 14.18 | 13.75 | 14.15 | X     | 14.24    |       |
| 9       | Yargeris Savigne (CUB)     | 14.12 | 12.13 | 13.91 | N/D   | N/D   | N/D   | 14.12    |       |
| 10      | Tatiana Lébedeva (RUS)     | 14.11 | 14.03 | 14.01 | N/D   | N/D   | N/D   | 14.11    |       |
| 11      | Marija Šestak (SVN)        | 13.84 | 13.98 | 13.98 | N/D   | N/D   | N/D   | 13.98    |       |
| 12      | Dana Velďáková (SVK)       | X     | X     | 11.92 | N/D   | N/D   | N/D   | 11.92    |       |